# Pleternica
Pleternica je grad u Hrvatskoj koji se nalazi u Požeško-slavonskoj županiji. Smještena je u dolini rijeke Orljave, na istočnom rubu Požeške kotline, oko 12 kilometara jugoistočno od Požege. Grad ima povoljan prometni položaj jer kroz njega prolaze važni cestovni i željeznički pravci koji povezuju unutrašnjost s istočnom Slavonijom.
Prema popisu stanovništva iz 2021. godine, Pleternica ima oko 3.000 stanovnika, dok cijelo gradsko područje broji nešto manje od 10.000 ljudi. Grad obuhvaća više naselja i poznat je po bogatoj kulturnoj i vjerskoj tradiciji, a posebno se ističe Svetište Gospe od Suza, koje je važno hodočasničko odredište.
Gospodarstvo Pleternice temelji se na poljoprivredi, prehrambenoj industriji, malom i srednjem poduzetništvu. U novije vrijeme razvija se i turizam, osobito vjerski i kulturni. 

## Administrativna podjela
Godine 1997. Pleternica dobiva status grada. Danas je jedan od 5 gradova u Požeško-slavonskoj županiji (uz Požegu, Pakrac, Lipik i Kutjevo). Administrativno gledano, Grad Pleternicu čini mjesto Pleternica zajedno s još 38 okolnih sela (stanje 2011. godine), a ona su abecednim redom: Ašikovci, Bilice, Blacko, Brđani, Bresnica, Brodski Drenovac, Bučje, Buk, Bzenica, Ćosinac, Frkljevci, Gradac, Kadanovci, Kalinić, Knežci, Komorica, Koprivnica, Kuzmica, Lakušija, Mali Bilač, Mihaljevići, Novoselci, Pleternica, Pleternički Mihaljevci, Poloje, Ratkovica, Resnik, Sesvete, Srednje Selo, Sulkovci, Svilna, Trapari, Tulnik, Vesela, Viškovci, Vrčin Dol, Zagrađe i Zarilac.

## Zemljopis
Grad je smješten na jugoistoku Požeško-slavonske županije, na mjestu gdje se Orljava probija između Požeške gore i Dilja prema Savi, na tzv. vratima Požeške zlatne doline. Okružen je vijencem gora (Psunj, Papuk, Krndija, Dilj i Požeška gora), a nadmorska visina iznosi 122 metra. Vlada umjerena kontinentalna klima.

## Povijest
| Godina | Događaj |
| ------ | --- |
| 1270.  | U crkvenoj župskoj spomenici prvi puta spominje se ime Pleternica, iako mjesto nosi ime Sveti Nikola. |
| 1427.  | Mjesto počinje nositi ime Pleternica. |
| 1536.  | Turci osvajaju Pleternicu. |
| 1686.  | Zaslugama fra Luke Imbrišimovića događa se oslobođenje od turske vlasti. |
| 1688.  | Pod novom upravom Pleternica postaje vlastelinstvo (također zvano i gospoštija). |
| 1729.  | Pleternicom počinje upravljati barun Johan Teodor von Ibsen, savjetnik češke dvorske kancelarije. |
| 1732.  | Dana 16. studenoga Pleternicom počinje gospodariti barun Franjo Trenk, za čije je vladavine izgrađena Trenkova vojarna, kasnije srušena u Drugom svjetskom ratu. |
| 1751.  | Pleternica je predana na upravu barunu Ivanu Peterffyju, koji je kasnije daje u podnajam raznim upraviteljima. |
| 1770.  | Za vladavine Marije Terezije otvorena je prva Pučka škola. |
| 1797.  | Pleterničko vlastelinstvo dolazi pod upravu grofa Jakova (Jakoba) Svetića. Cjelokupan kraj napreduje, poglavito u gospodarskom smislu. Primjer je izgradnja ceste od Pleternice prema Kutjevu, koja je započela 1799., te prema Buku, godine 1803.                                                                                                 |
| 1835.  | Dana 13. srpnja Pleternica cehovskom poveljom kralja Ferdinanda V. Habsburškog dobiva status trgovišta s pravom održavanja sajmova. Status trgovišta je tada mjestu donosio značaj veći do sela, a manji od grada. |
| 1848.  | Dana 16. srpnja Pleternicu posjećuje ban Josip Jelačić. |
| 1867.  | Pleternica postaje jedna od pet općina u Požeškoj županiji, teritorijalno obuhvaća još 32 sela. |
| 1886.  | Dana 16. rujna Pleternicom prolazi austrougarski car i kralj Franjo Josip I., u pratnji mu je ban Khuen Héderváry. Héderváry posjet ponavlja i 1891. i 1894. godine. |
| 1891.  | Pleterničko vlastelinstvo kupuje Brodska imovna općina. Iste godine, dana 17. rujna selo zahvaća veliki požar koji traje 14 dana. |
| 1892.  | Utemeljeno je Dobrovoljno vatrogasno društvo. |
| 1894.  | Dana 4. prosinca otvorena je željeznička pruga i postaja. |
| 1905.  | Podignut željeznički most na rijeci Orljavi. |
| 1907.  | Dana 12. svibnja osnovana je Hrvatska čitaonica (danas Hrvatska knjižnica i čitaonica Pleternica). |
| 1909.  | Učitelj Zvonimir Vlašić donosi prvu nogometnu loptu. Iste godine u sklopu mađarizacije Hrvatske otvorena je i mađarska škola. |
| 1914.  | Počinje Prvi svjetski rat. U Pleternici nema sukoba, ali dolaze izbjeglice i dovoženi su zarobljenici. Neki od Pleterničana sudjeluju u ratu, na raznim bojištima. |
| 1918.  | Dana 26. prosinca zbog neimaštine nakon ratnih nedaća, pijani pljačkaši (tzv. Zeleni kadar) dolaze iz Požege i orobljavaju stan župnika Mateja Golleka, trgovinu trgovca Popera te vagone na željezničkoj postaji. |
| 1924.  | Dana 3. veljače Pleternicu posjećuje Stjepan Radić. |
| 1926.  | Početak igranja organiziranog nogometa, osnovan je NK Zrinski (čiji je nasljednik NK Slavija Pleternica). Iste godine na rijeci Orljavi izgrađena je brana i otvorena je električna centrala (danas centrala više ne postoji). |
| 1944.  | Dana 3. prosinca naredbom partizanskih zapovjednika minirana je i srušena župna crkva sv. Nikole. |
| 1945.  | Dana 17. travnja, pred kraj Durgog svjetskog rata započinje zadnja bitka za Pleternicu. Nakon 72 sata krvavih borbi pripadnici Narodnooslobodilačkog pokreta nadjačavaju okupatorske snage. Bilježe se veliki gubici na obje strane, dok je mjesto pretrpjelo veliku materijalnu štetu. Srušeni su svi mostovi na Orljavi, kao i Trenkova vojarna. |
| 1952.  | Pleternica dobiva osmogodišnju školu. |
| 1971.  | Dana 31. svibnja nadbiskup zagrebački dr. Franjo Kuharić posvetio je novu crkvu Srca Marijina i Gospe od Suza (izgrađenu na nekadašnjem mjestu crkve sv. Nikole). |
| 1977.  | Otovorena zgrada nove osnovne škola (danas Osnovna škola fra Kaje Adžića). Iste godine, dana 23. listopada, osnovan je KUD Orljava. |
| 1991.  | Počinje Domovinski rat. U Pleternici nema ratnih razaranja, ali se njezini stanovnici bore i ginu na raznim bojištima. |
| 1997.  | Pleternica dobiva status grada. |
| 2010.  | Dana 6. prosinca predsjednica Vlade Republike Hrvatske Jadranka Kosor otvara novu športsku dvoranu izgrađenu u sklopu osnovne škole. Iste godine u promet je pušten i drugi cestovni most na rijeci Orljavi. |
| 2011.  | Dana 23. lipnja NK Slavija obilježava 85 godina postojanja. Slavlje uveličava gostovanje zagrebačkog Dinama. |
| 2023.  | Otvoren je Muzej bećarca, koji interpretira bećarac, obuhvaćajući život, narodne običaje i narodne nošnje. |

## Stanovništvo
Rezultati prvog popisa stanovništva u Hrvatskoj, koji je proveden 1857., govore kako je tada u naseljenom mjestu Pleternici živjelo 911 stanovnika, dok je prostor današnjeg Grada Pleternice imao 5.930 stanovnika. Najveće selo uz Pleternicu bio je Brodski Drenovac s 513 stanovnika. Svih kasnijih popisnih godina Pleternica ima rast pučanstva, čak i nakon oba svjetska rata. Prvi pad broja stanovnika u odnosu na prethodno razdoblje događa se 2001. godine, a zatim i 2011. godine.
Razlog dotadašnjeg konstantnog porasta broja stanovnika dijelom leži i u činjenici da je bilo doseljavanja, poglavito iz Hercegovine tijekom 60-ih i 70-ih godina prošlog stoljeća. Tome u prilog ide i istraživanje koje je proveo dr.sc. Josip Butorac, a koje dokazuje kako je blizu 90 % danjašnjeg stanovništva Požeštine podrijetlom izvan Slavonije i izvan Hrvatske.
Prema popisu stanovništva iz 2001. godine, Grad Pleternica imao je 12.883 stanovnika, a samo naseljeno mjesto Pleternica imalo je 3.739 stanovnika. 97,14 % činili su Hrvati, dok su najbrojnija nacionalna manjina bili Srbi s 1,69 %. Postojalo je i nekoliko nacionalni manjina, ali je njihova brojnost u statističkom smislu zanemariva. U bližoj prošlosti, ali i danas, sve se više događa asimilacija, tako da stanovništo postaje sve homogenije. Što se tiče vjerske pripadnosti, većina stanovnika izrazili su se kao katolici.
Prema aktualnom popisu stanovništva iz 2011. godine, Grad Pleternica ima 11.323 stanovnika, a samo naseljeno mjesto Pleternica 3.540 stanovnika. 97,64 % čine Hrvati, dok su najbrojnija nacionalna manjina Srbi s 1,42 %. Ostale nacionalne manjine su statistički zanemarive. Od ostalih sela u sastavu Grada Pleternice nijedno nema više od 1.000 stanovnika, a najveći je Gradac s 985 žitelja. Ostala veća sela su Brodski Drenovac (764 stanovnika), Sulkovci (574 stanovnika) i Zagrađe (506 stanovnika). Što se tiče vjerske pripadnosti, većina stanovnika izražavaju se kao katolici.
Razlozi pada u posljednja dva popisna razdoblja vrlo su jasni i ne razlikuju se od onih u drugim dijelovima Slavonije – mladi odlaze u veće gradove radi obrazovanja i zapošljavanja.
| broj stanovnika | 5930  | 6188  | 6245  | 8037  | 9011  | 10663 | 10845 | 11625 | 11731 | 12195 | 12953 | 13705 | 13393 | 13119 | 12883 | 11323 | 9138  |
|                 | 1857. | 1869. | 1880. | 1890. | 1900. | 1910. | 1921. | 1931. | 1948. | 1953. | 1961. | 1971. | 1981. | 1991. | 2001. | 2011. | 2021. |

| broj stanovnika | 911   | 960   | 1049  | 1247  | 1271  | 1524  | 1571  | 1682  | 1733  | 1860  | 2347  | 3210  | 3618  | 3838  | 3739  | 3418  | 2895  |
|                 | 1857. | 1869. | 1880. | 1890. | 1900. | 1910. | 1921. | 1931. | 1948. | 1953. | 1961. | 1971. | 1981. | 1991. | 2001. | 2011. | 2021. |

## Gospodarstvo
Pleternica je kroz povijest, zahvaljujući povoljnom prometnom položaju, bila relativno važno trgovačko središte.
Mjesto 1997. godine dobiva status grada, što uvelike potiče i olakšava razvoj gospodarstva. Unatoč tome, Pleternica danas ipak nema veliku gospodarsku snagu. Posljednjih desetak godina radi se na izgradnji industrijske (poduzetničke) zone u istočnom dijelu grada, u blizini željezničkog kolodovra. Trenutno ondje rade četiri tvrtke koje se bave proizvodnjom i trgovinom. Ukupno u Pleternici djeluje pet većih tvrtki, gdje radi većina zaposlenih, dok ostale tvrtke zapošljavaju manji broj djelatnika.
Također, posljednjih nekoliko godina intenzivno se radi i na obnovi poznatog starog vinograda Klikun na Požeškoj gori, gdje je zasađeno 23 ha novih trsova. Nadalje, velik dio stanovništva, posebice onog iz seoskih naselja bavi se poljoprivredom (uglavnom na malim, usitnjenim posjedima). Osim vinogradarstva, znatna sredstva uložena su i u sustav gospodarenja vodama na području cijele općine.
Godine 2012. u rad je puštena mala hidroelektrane na rijeci Orljavi, prve takvog tipa u Republici Hrvatskoj, s ciljem da se osigura električna energija za potrebe noćne rasvjete cijele općine.
Grad Pleternica je pokrenuo projekt izgradnje Inkubatora za poduzetnike početnike, koji je dobio i potporu predpristupnih fondova EU. Inkubator će se izgraditi u Poduzetničkoj zoni, a gradnja započinje 2012. godine.

## Promet
Pleternica ima vrlo povoljan prometni položaj. Udaljenost do autoceste A-3 (Bregana-Lipovac) iznosi 18 km, a isto toliko je udaljena i od željezničke pruge Zagreb-Vinkovci. Udaljenost do graničnog prijelaza Slavonski Brod/Bosanski Brod (BiH) iznosi 35 km.
Sam grad Pleternica nalazi se na križanjima pet cesta i dvije željezničke pruge. Željeznica vodi ka Požegi (Velikoj) i ka Našicama (Osijeku) te na jug ka Novoj Kapeli (priključak na prugu Zagreb – Vinkovci). Ceste vode prema Požegi, Našicama, Đakovu, Slavonskom Brodu i Lužanima (priključak na autocestu A3 (Bregana – Lipovac).
Pleternica je s ostalim seoskim naseljima koji čine pleterničku općinu povezana dijelom željezničkom prugom, a dijelom autobusnim linijama (kojima upravlja tvrtka iz privatnog sektora). Što se tiče gradskih prometnica i ulica, u razdoblju od 2001. do 2011. započela je njihova rekonstrukcija, koja je gotovo u cijelosti provedena.

## Obrazovanje
Prva pučka škola u Pleternici otvorena je još za vrijeme vladavine Marije Terezije (1770. godine). Kasnije je otvorena i jedna mađarska škola (1909. godine)., koja danas više ne postoji. Osmogodišnja škola otvorena je 1952. godine.
Danas temelj obrazovanja u pleterničkom kraju čini Osnovna škola, koja je nakon Domovinskog rata dobila ime Osnovna škola fra Kaje Adžića Pleterničanina. Škola se nalzi među deset najvećih osnovnih škola u Republici Hrvatskoj, a ima preko 1000 učenika. Zgrada u kojoj se škola nalazi danas otvorena je 1977. godine, a 2010. godine otvorena je i nova športska dvorana u sklopu škole.
Osim toga, u Pleternici djeluje i Škola za obuku za rad na CNC industrijskim strojevima, čije je osnivanje dijelom financirano i iz fondova Europske unije.
Također, već duže vrijeme postoji određena inicijativa za otvorenjem srednje škole. Odlukom Vlade Republike Hrvatske od lipnja 2011. osigurani su preduvjeti za osnivanjem Srednje škole Pleternica. Nastava će se odvijati u zgradi nekadašnje osnovne škole u središtu Pleternice.
Godine 2012. započinje i izgradnja novog dječjeg vrtića, koji će biti izgrađen uz Osnovnu školu, a kapacitet će biti 150-ero djece.

## Šport
Pleternica je kroz povijest svoje športske uspjehe uglavnom bilježila kroz nogomet, rukomet i stolni tenis. Nogomet se organizirano počeo igrati 1926. godine, a rukomet i stolni tenis 1955. godine.
Danas je najzastupljeniji šport u Pleternici nogomet, u čemu se ističe NK Slavija Pleternica. Rukomet i stolni tenis više se ne igraju.
Također, aktivan je i šahovski klub.
S ciljem poboljšanja športskih uvjeta, sredinom 2000-tih godina otvorena su dva zemljana teniska terena, 2010. otvorena je nova športska dvorana, a 2011. malonogometni teren s umjetnom travom.

## Kultura, život, događanja
Temelj razvoja kulture i kulturnih događanja čine KUD Orljava (osnovan 1977.) i Hrvatska knjižnica i čitaonica Pleternica (osnovana 1907.), koja rasplolaže fondom od oko 30.000 knjiga. Godine 2011. započela je izgradnja nove zgrade namijenjene knjižnici.
Najpoznatiji događaj koji se obilježava u Pleternici je svetkovanje Gospe od Suza, koji se od 1955. obilježava svake godine. Počinje 23. kolovoza, a traje devet dana, pa je kod lokalnog stanovništva popularno prozvan „Devetnice“.
Od 1982. godine svakog lipnja održava se manifestacija LIDAS (LIpanjski Dani Amaterskog Stvaralaštva), koja je višednevna i ugošćuje razne KUD-ove iz cijele Hrvatske, ali i susjednih zemalja. U sklopu LIDAS-a se od 1993. godine održavaju i Cvjetići glazbe, dječji tamburaški festival.
Posljednjih godina udruga Moto bulls Pleternica organizira moto susrete, udruga Mladi za mlade Pleternice zabavu pod nazivom "Pozdrav studentima", a konjogojstvena udruga Prvenstvo Hrvatske u vožnji dvoprega. Pleternica će godine 2015. biti domaćin Europskog prvenstva u vožnji dvoprega.
Što se tiče zelenih površina, 2012. godine dovršena je rekonstrukcija Vinogradske ulice, gdje je uz potok Dol izgrađena šetnica te biciklistička staza. Također, u planu je i preuređenje središnjeg gradskog parka.
Popis poznatijih društava koja djeluju u Pleternici:
- Dobrovoljno vatrogasno društvo Pleternica, osnovano 1892.
- Lovačko društvo "Šljuka", osnovano 1926.
- Sportsko ribolobno društvo "Orljava", osnovano 1956.
- Konjogojstvena udruga Pleternica, osnovana 1974.
- Kulturno-umjetničko društvo "Orljava", osnovano 1977.
- Planinarsko društvo "Klikun", osnovano 1983.
- Aeroklub "Zlatna dolina", osnovan 1990.
- Udruga za sport i rekreaciju "Grbavica", osnovana 2001.
- Moto klub "Bulls Pleternica", osnovan 2007.
- Udruga "Mladi za mlade Pleternice", osnovana 2010.

## Poznate osobe
- Mladen Kvesić - pjevač
- Andrija Štampar - liječnik
- Kajo Adžić - povjesničar
- Ivan Švear - povjesničar
- Eugen Podaubsky - veterinar
- Ivo Tomić - reporter i novinar
- Dragutin Pavličević - povjesničar
- Slaven Barišić - fizičar
- Željko Pauše - matematičar
- Pavao Jušić - arhitekt i inženjer
- Leon Geršković - pravnik
- Nikola Filipović - pravnik
- Dajana Čuljak - glumica

## Znamenitosti
- Svetište Gospe od Suza u Pleternici
- Muzej bećarca

## Zanimljivosti
Nije točno poznato kako je nastalo ime Pleternica. Legenda kaže kako su stanovnici koji su živjeli na danšnjem području Pleternice kuće ograđivali prepletenom ogradom od šiblja (pleterom), pa je tako i naselje dobilo ime. Zanimljivo je napomenuti i to kako jedno oružje nosi ime po Pleternici. Naime, pješačka strojnica koja je proizvedena za vrijeme Domovinskog rata u bivšoj pleterničkoj tvornici Oroplet nosi službeno ime Pleter 91, a kalibra je 9 mm.

## Galerija slika
- Toranj crkve Sv. Nikole.
- Spomenik braniteljima iz Domovinskog rata.
- Orljavski slap i vrba - simbol Pleternice.
- Zalazak sunca nad Pleternicom s pogledom na Požešku goru.

## Vanjske poveznice
- Službene web stranice grada Pleternice
- Podaci o pješačkoj strojnici Pleter 91, www.mup.hr
- Otvorenje hidroelektrane, vecernji.hr